# Yirmisekiz Mehmed Çelebi

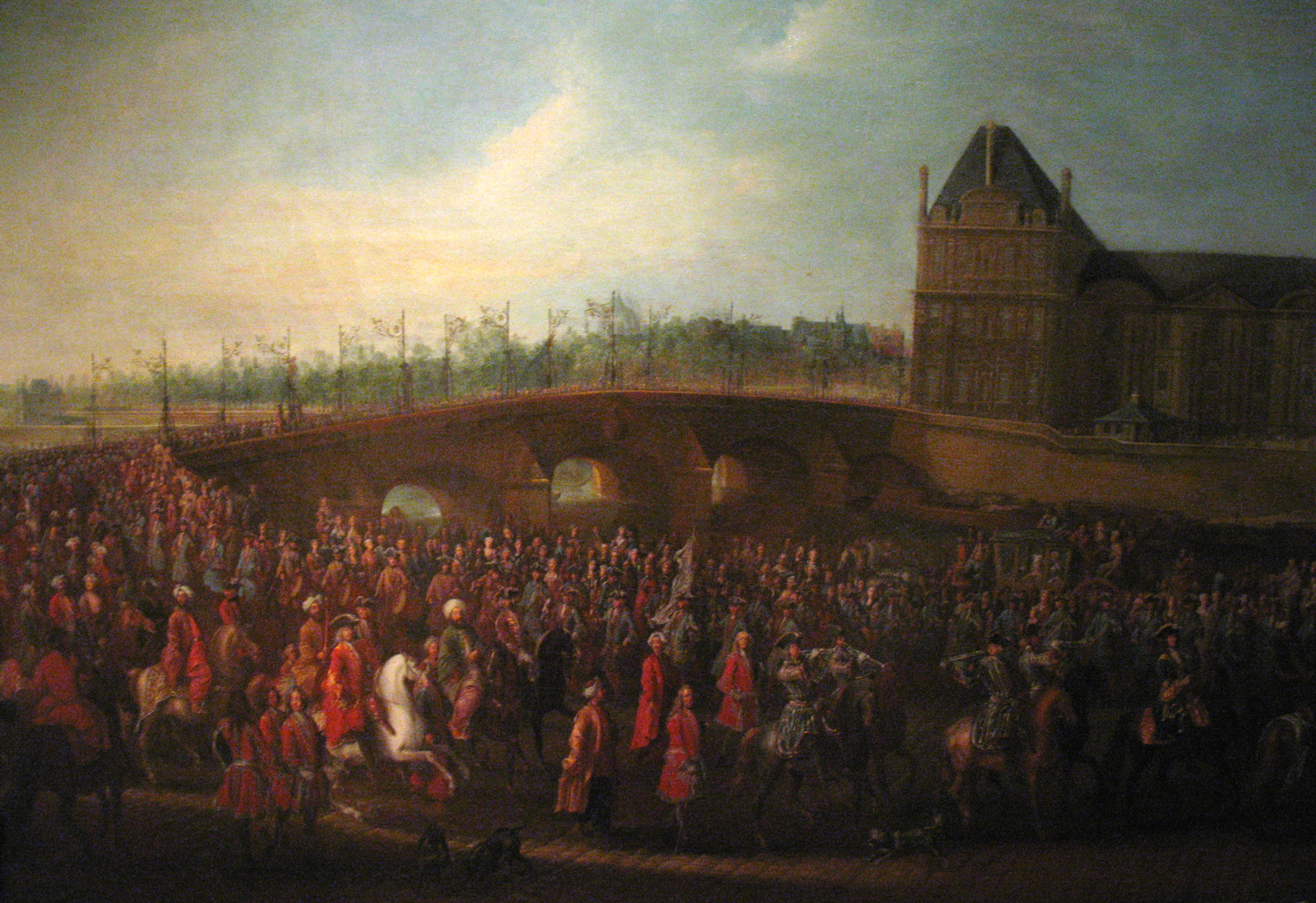
Partenza di Yirmisekiz Mehmed Çelebi dalle Tuileries, il 21 marzo 1721. Sortie de l'ambassadeur, 1721. Pierre-Denis Martin (1663 - 1742). Museo Carnavalet.

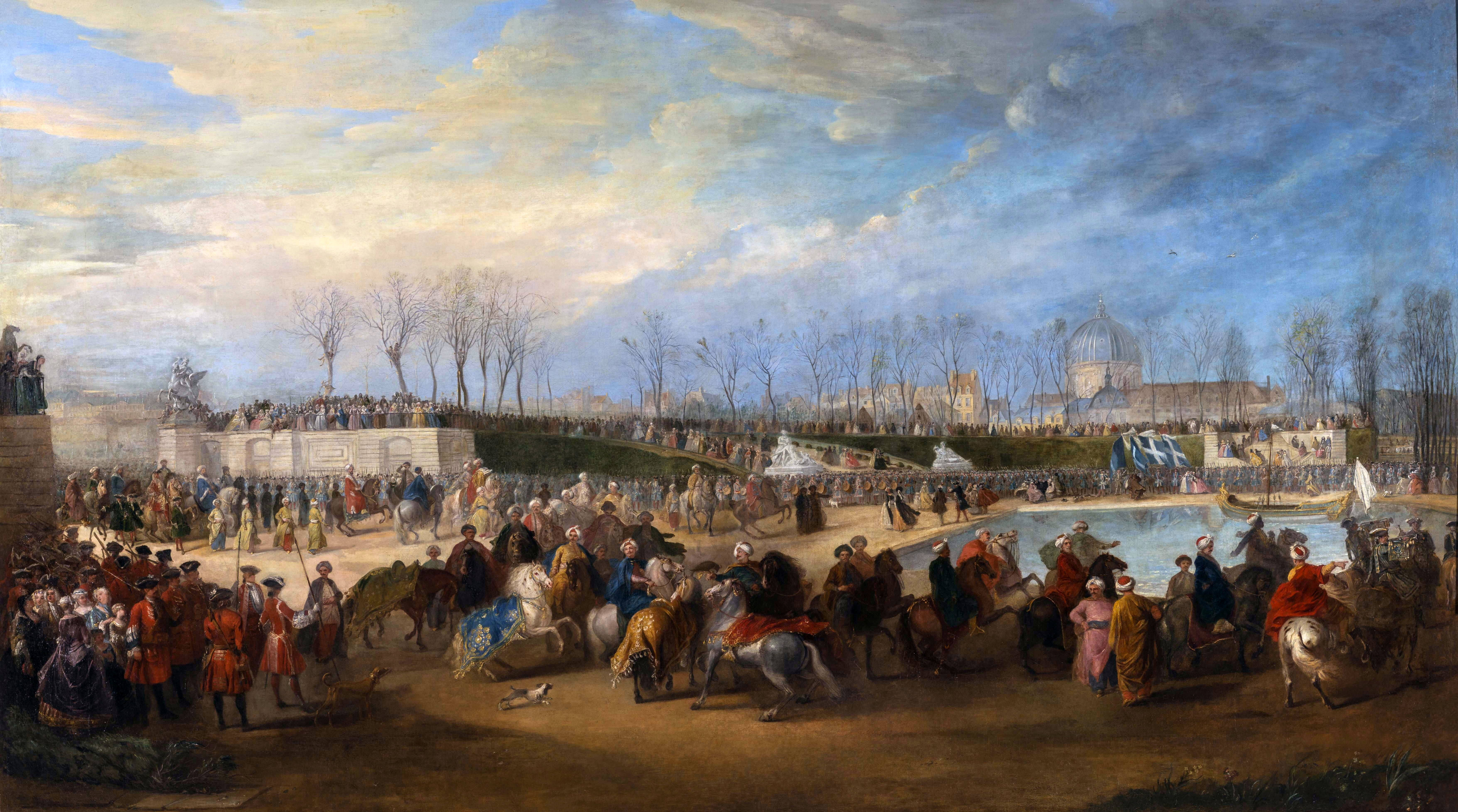
Yirmisekiz Mehmed Çelebi arriva alle Tuileries il 21 marzo 1721. Charles Parrocel.

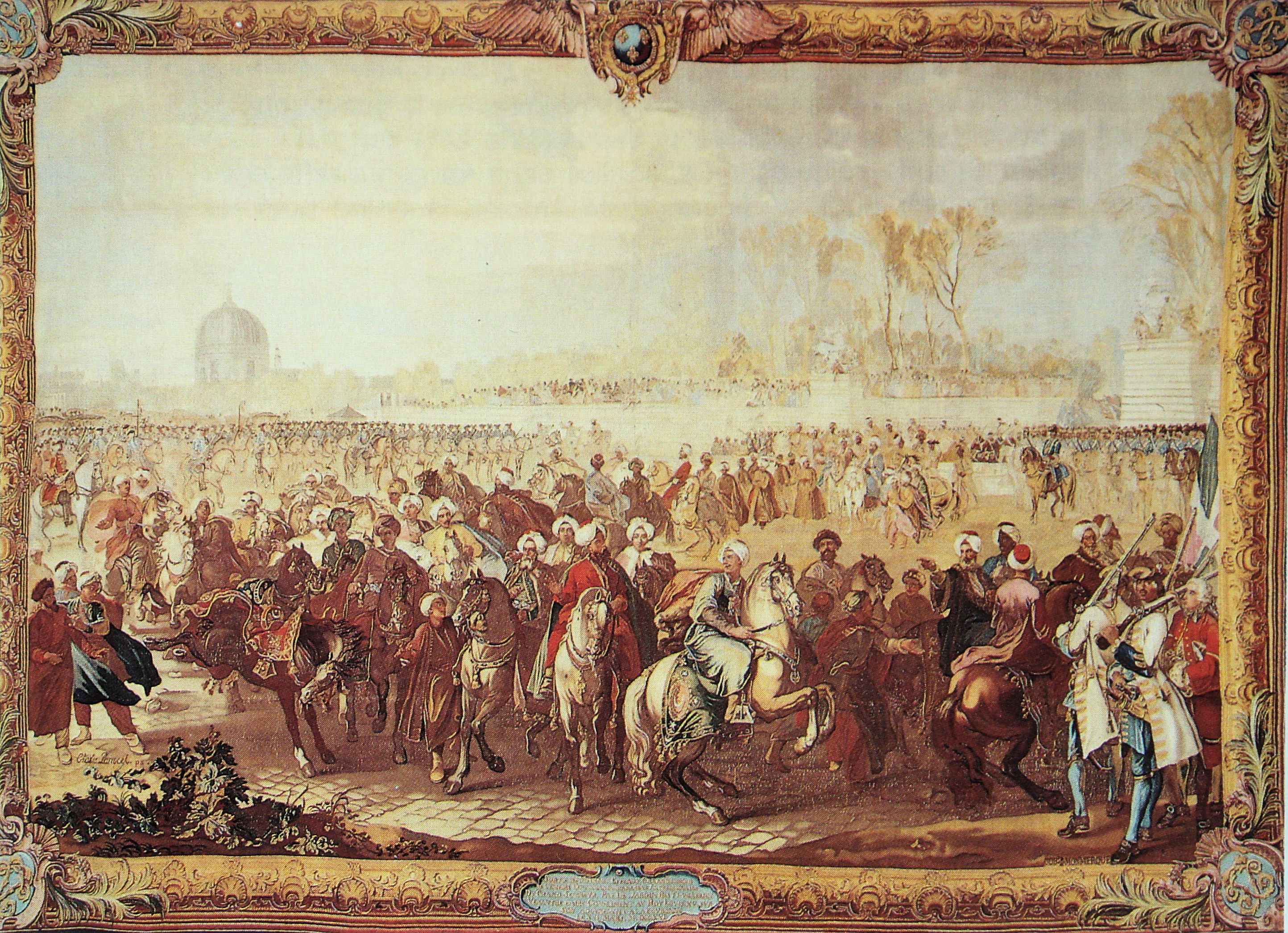
La sortie de l Ambassadeur Turc du Jardin des Tuileries, Manifattura dei Gobelins, 1734-1737.

Yirmisekiz Mehmed Çelebi Efendi, anche noto come Mehmed Efendi o Mehemet Effendi (Edirne, ... – Famagosta, 1732), è stato un ambasciatore ottomano di origine georgiana, che venne inviato, come ambasciatore dell'Impero ottomano, alla corte di Francia, presso Luigi XV, dal sultano Ahmed III nel 1720. Viene ricordato per il reseconto della sua ambasciata dal titolo "Sefâretnâme".

## Biografia
Non si conosce la sua data di nascita ma è noto che era figlio di un ufficiale dei giannizzeri, Süleyman Ağa, che morì durante la campagna di Pécs. Egli stesso si arruolò nel corpo dei giannizzeri, e dal momento che era stato nel battaglione 28 ("Orta" nella terminologia dei giannizzeri) del corpo, gli fu affibbiato il soprannome di "Yirmisekiz" (ventotto in turco). I suoi discendenti, tra cui un figlio che divenne un gran visir, portarono anch'essi il nome nella forma di "Yirmisekizzade" (figlio di ventotto).

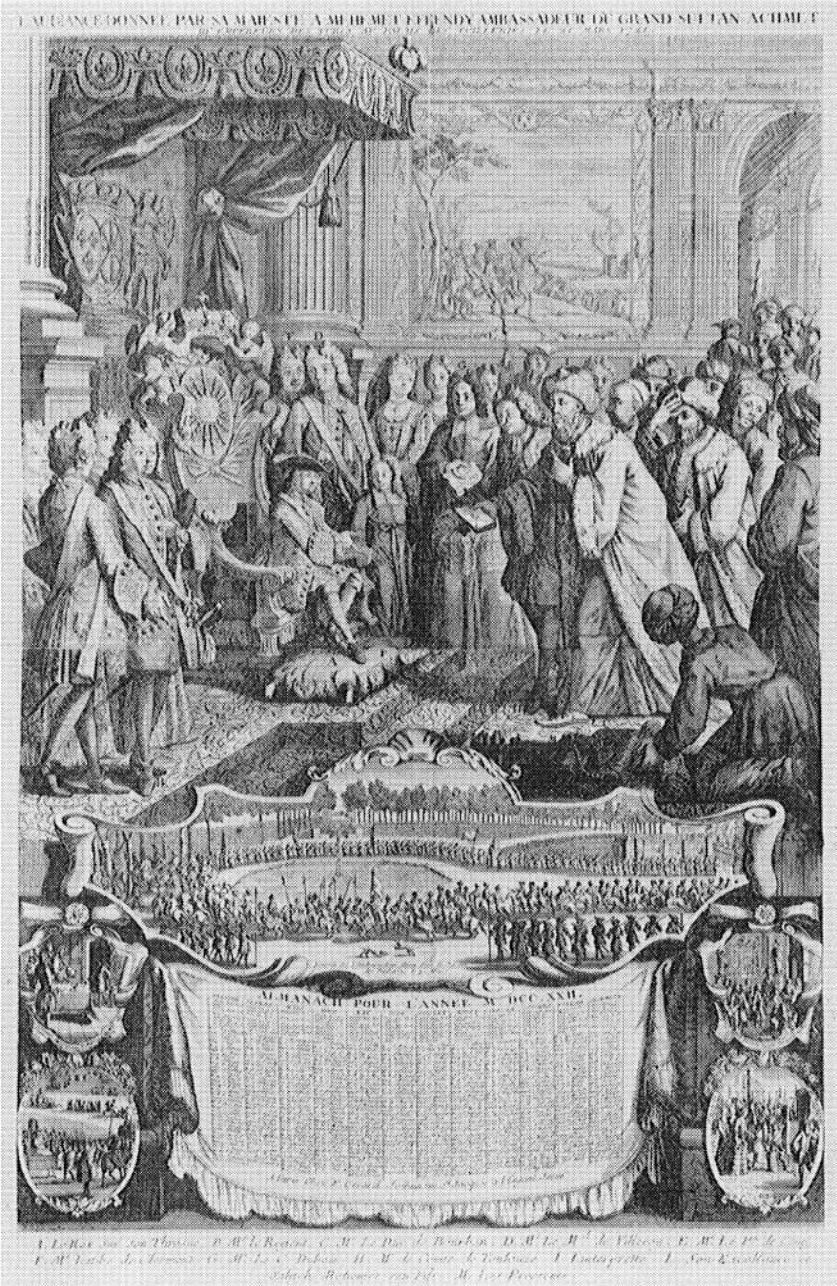
Yirmisekiz Mehmed Çelebi con Luigi XV bambino nel 1721.

Andò avanti nella gerarchia militare e poi si orientò verso una carriera al servizio delle finanze dello Stato, prima come sovrintendente della zecca ottomana e poi come capo contabile imperiale durante il regno di Ahmed III. Nel 1720, mentre occupava questa posizione, venne inviato a Parigi come ambasciatore ottomano presso Luigi XV di Francia. La sua ambasciata di undici mesi è nota per essere stata la prima rappresentanza estera, di natura permanente, dell'Impero ottomano. Al suo ritorno nella capitale ottomana, Yirmisekiz Mehmed Çelebi presentò i suoi contatti, le esperienze e le osservazioni al Sultano nella forma di un libro.
Il suo sefâretnâme è uno dei più importanti esempi del genere, sia per i suoi meriti letterari che in termini di intuizioni che fornì sull'epoca e e le situazioni del tempo. Egli descrive il suo viaggio in Francia, il 40 giorni di quarantena a Tolone per paura della peste, il suo viaggio attraverso Bordeaux verso Parigi, la sua accoglienza da parte di Luigi XV, le cerimonie e gli eventi sociali a cui partecipò, in particolare una serata a teatro, luoghi di interesse di Parigi, la curiosità con la quale egli esaminò la cultura occidentale e la curiosità che suscitò tra i suoi interlocutori occidentali, per esempio, i suoi giorni di digiuno durante il Ramadan diventarono un motivo di incontro pubblico per le curiose donne parigine.

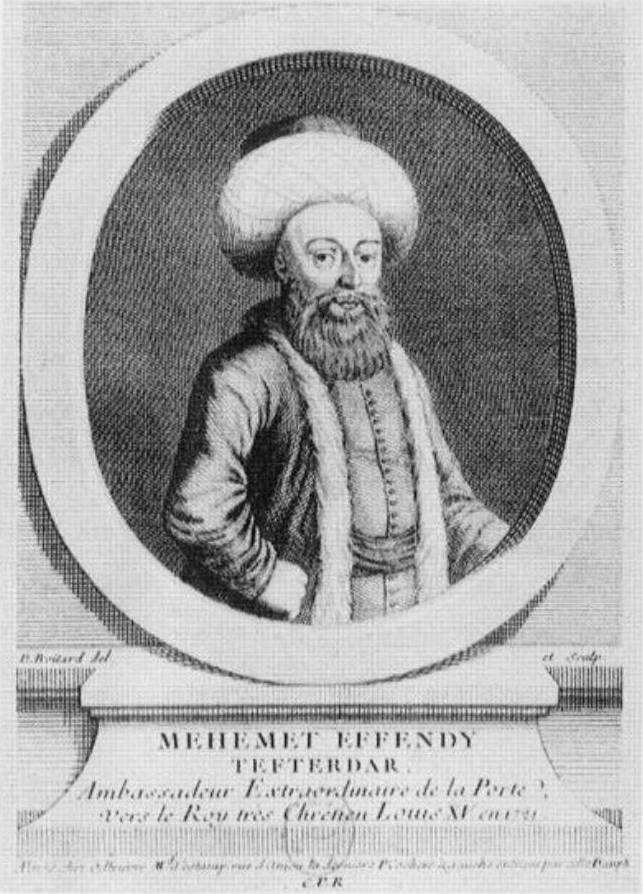
L'ambasciatore ottomano Yirmisekiz Mehmed Çelebi a Parigi nel 1721.

Oltre a stabilire il ritmo e la natura della tendenza di lungo termine nell'occidentalizzazione dell'Impero ottomano, la sua ambasciata ebbe anche ripercussioni immediate, in particolare sotto forma di nascita della prima casa editrice ottomana gestita da İbrahim Müteferrika, un ungherese convertito, che pubblicò libri in turco, inaugurata nello stesso anno del 1720 come diretta conseguenza della missione di Yirmisekiz Mehmed Çelebi a Parigi, e sotto la protezione personale e gli auspici di suo figlio Yirmisekizzade Mehmed Said Pasha, poi divenuto gran visir. I rinomati giardini Sadabad, uno dei simboli di Costantinopoli, vennero in gran parte ispirati dalle tecniche di giardinaggio utilizzate al Palazzo delle Tuileries, descritte minuziosamente dall'autore/ambasciatore. Il suo libro venne tradotto in  francese nel 1757 e successivamente anche in altre lingue occidentali
Dopo un'altra missione diplomatica, questa volta in Egitto, Yirmisekiz Mehmed Çelebi fu esiliato a Cipro dopo la rivolta che ha messo fine al regno di Ahmed III. Morì a Famagosta nel 1732 e fu sepolto nel cortile della Moschea Buğday in quella città. 
Suo figlio Yirmisekizzade Mehmed Said Pascià riacquistò i favori imperiali poco dopo e fu inviato per un'ambasciata a Parigi nel 1742, così come un'altra storicamente più significativa in Svezia e Polonia, che lo portò a scrivere un altro sefâretnâme.

## Opere
- Yirmisekiz Mehmed Çelebi, Le paradis des infidèles: Relation de Yirmisekiz Çelebi Mehmed efendi, ambassadeur ottoman en France sous la Régence, tradotto da Julien-Claude Galland, intr. & note di Gilles Weinstein (Paris: François Maspéro, 1981).